# Lutestrago
Lutestrago o Lutostrak (in croato Lutrošnjak o Strošnjak) è un isolotto disabitato della Croazia situato a nord dell'isola di Premuda.
Amministrativamente appartiene alla città di Zara, nella regione zaratina.

## Geografia
Lutestrago si trova tra il canale del Quarnarolo (Kvarnerička vrata) a nord e ovest e il canale di Selve (Silbanski kanal) a est, poco a nord di Premuda, da cui dista 1,23 km. Nel punto più ravvicinato, invece, dista dalla terraferma (punta Jurisnizza, rt Jurišnica, sulla costa dalmata) 40,2 km.
Lutestrago è un isolotto di forma ovoidale, orientato in direzione ovest-est e con la parte più stretta che punta a ovest. Misura 500 m di lunghezza e 450 m di larghezza massima. Ha una superficie di 0,1635 km² e uno sviluppo costiero di 1,474 km. Al centro, raggiunge un'elevazione massima di 18,8 m s.l.m.

### Isole adiacenti
- Siluni (Kamenjak), isolotto allungato, situato tra Lutestrago e Premuda, 700 m circa a sud del primo.

### Cartografia
- (HR) Mappa topografica della Croazia 1:25000, su preglednik.arkod.hr.